# Abigail Spears
Abigail Spears (San Diego, California, 12 de julio de 1981) es una tenista profesional de los Estados Unidos.
A pesar de que Spears no haya conseguido ningún título de la WTA en individuales, ha ganado cinco títulos en categoría de dobles.

## Torneos de Grand Slam

### Dobles mixto

#### Títulos (1)
| Año  | Torneo               | Pareja               | Oponentes en la final  | Resultado |
| 2017 | Abierto de Australia | Juan Sebastián Cabal | Sania Mirza Ivan Dodig | 6-2, 6-4  |

#### Finalista (2)
| Año  | Torneo             | Pareja            | Oponentes en la final        | Resultado        |
| 2013 | Abierto de EE. UU. | Santiago González | Andrea Hlaváčková Max Mirnyi | 6-7(5), 3-6      |
| 2014 | Abierto de EE. UU. | Santiago González | Sania Mirza Bruno Soares     | 1-6, 6-2, [9-11] |

## Títulos WTA (21; 0+21)

### Dobles (21)
| Leyenda: Antes de 2009     | Leyenda: A partir de 2009 |
| -------------------------- | ------------------------- |
| Grand Slam (0)             |                           |
| Juegos Olímpicos (0)       |                           |
| WTA Tour Championships (0) |                           |
| Tier I (0)                 | Premier Mandatory (0)     |
| Tier II (0)                | Premier 5 (2)             |
| Tier III (1)               | Premier (8)               |
| Tier IV & V (2)            | International (8)         |

| No. | Fecha                    | Torneo           | Superficie    | Compañera          | Oponentes en la final              | Resultado        |
| 1.  | 5 de enero de 2003       | Auckland         | Dura          | Teryn Ashley       | Cara Black Elena Likhovtseva       | 6-2, 2-6, 6-0    |
| 2.  | 15 de agosto de 2004     | Vancouver        | Dura          | Bethanie Mattek    | Els Callens Anna-Lena Grönefeld    | 6-3, 6-3         |
| 3.  | 24 de julio de 2005      | Cincinnati       | Dura          | Laura Granville    | Květa Peschke María Emilia Salerni | 3-6, 6-2, 6-4    |
| 4.  | 9 de mayo de 2009        | Estoril          | Tierra batida | Raquel Kops-Jones  | Sharon Fichman Katalin Marosi      | 2-6, 6-3, [10-5] |
| 5.  | 27 de septiembre de 2009 | Seúl             | Dura          | Chan Yung-jan      | Carly Gullickson Nicole Kriz       | 6-3, 6-4         |
| 6.  | 18 de septiembre de 2011 | Quebec           | Dura (i)      | Raquel Kops-Jones  | Jamie Hampton Anna Tatishvili      | 6-0, 3-6, [10-6] |
| 7.  | 22 de julio de 2012      | San Diego        | Dura          | Raquel Kops-Jones  | Vania King Nadia Petrova           | 6-2, 6-4         |
| 8.  | 23 de septiembre de 2012 | Seúl             | Dura          | Raquel Kops-Jones  | Akgul Amanmuradova Vania King      | 2-6, 6-2, [10-8] |
| 9.  | 29 de septiembre de 2012 | Tokio (Pacífico) | Dura          | Raquel Kops-Jones  | Anna-Lena Grönefeld Kveta Peschke  | 6-1, 6-4         |
| 10. | 14 de octubre de 2012    | Osaka            | Dura          | Raquel Kops-Jones  | Kimiko Date Heather Watson         | 6-1, 6-4         |
| 11. | 28 de julio de 2013      | Stanford         | Dura          | Raquel Kops-Jones  | Julia Görges Darija Jurak          | 6-2, 7-6(4)      |
| 12. | 4 de agosto de 2013      | San Diego        | Dura          | Raquel Kops-Jones  | Hao-Ching Chan Janette Husárová    | 6-4, 6-1         |
| 13. | 15 de junio de 2014      | Birmingham       | Hierba        | Raquel Kops-Jones  | Ashleigh Barty Casey Dellacqua     | 7-6(1), 6-1      |
| 14. | 17 de agosto de 2014     | Cincinnati       | Dura          | Raquel Kops-Jones  | Tímea Babos Kristina Mladenovic    | 6-1, 2-0, ret.   |
| 15. | 28 de febrero de 2015    | Doha             | Dura          | Raquel Kops-Jones  | Su-Wei Hsieh Sania Mirza           | 6-4, 6-4         |
| 16. | 15 de junio de 2015      | Nottingham       | Hierba        | Raquel Kops-Jones  | Jocelyn Rae Anna Smith             | 3-6, 6-3, [11-9] |
| 17. | 18 de octubre de 2015    | Linz             | Dura (i)      | Raquel Kops-Jones  | Andrea Hlaváčková Lucie Hradecká   | 6-3, 7-5         |
| 18. | 24 de julio de 2016      | Stanford         | Dura          | Raquel Atawo       | Darija Jurak Anastasia Rodionova   | 6-3, 6-4         |
| 19. | 18 de febrero de 2017    | Doha             | Dura          | Katarina Srebotnik | Olga Savchuk Yaroslava Shvédova    | 6-3, 7-6(7)      |
| 20. | 6 de agosto de 2017      | Stanford         | Dura          | Coco Vandeweghe    | Alizé Cornet Alicja Rosolska       | 6-2, 6-3         |
| 21. | 17 de junio de 2018      | Nottingham       | Hierba        | Alicja Rosolska    | Mihaela Buzărnescu Heather Watson  | 6-3, 7-6(5)      |

#### Finalista (10)
| N°  | Fecha                    | Torneo     | Superficie        | Pareja             | Oponentes en la final                 | Marcador final   |
| 1.  | 19 de febrero de 2009    | Memphis    | Dura              | Laura Granville    | Yuka Yoshida Miho Saeki               | 3-6, 4-6         |
| 2.  | 14 de junio de 2009      | Birmingham | Hierba            | Raquel Kops-Jones  | Cara Black Liezel Huber               | 1-6, 4-6         |
| 3.  | 18 de octubre de 2009    | Osaka      | Dura              | Chanelle Scheepers | Lisa Raymond Chia-Jung Chuang         | 2-6, 4-6         |
| 4.  | 7 de agosto de 2011      | San Diego  | Dura              | Raquel Kops-Jones  | Květa Peschke Katarina Srebotnik      | 0-6, 2-6         |
| 5.  | 7 de enero de 2012       | Brisbane   | Dura              | Raquel Kops-Jones  | Nuria Llagostera Arantxa Parra        | 6-7(2), 6-7(2)   |
| 6.  | 19 de febrero de 2012    | Doha       | Dura              | Raquel Kops-Jones  | Liezel Huber Lisa Raymond             | 3-6, 1-6         |
| 7.  | 22 de septiembre de 2013 | Seúl       | Dura              | Raquel Kops-Jones  | Chan Chin-wei Xu Yifan                | 5-7, 3-6         |
| 8.  | 22 de febrero de 2014    | Dubái      | Dura              | Raquel Kops-Jones  | Alla Kudryavtseva Anastasia Rodionova | 2-6, 7-5, [8-10] |
| 9.  | 16 de enero de 2015      | Sídney     | Dura              | Raquel Kops-Jones  | Bethanie Mattek-Sands Sania Mirza     | 3-6, 3-6         |
| 10. | 30 de abril de 2017      | Stuttgart  | Tierra batida (i) | Katarina Srebotnik | Raquel Atawo Jeļena Ostapenko         | 4-6, 4-6         |